# Yebongsan
Yebongsan (koreanska: 예봉산) är ett berg i Sydkorea.   Det ligger i provinsen Gyeonggi, i den norra delen av landet, 25 km öster om huvudstaden Seoul. Toppen på Yebongsan är 683 meter över havet, eller 551 meter över den omgivande terrängen. Bredden vid basen är 13,3 km.
Terrängen runt Yebongsan är kuperad åt sydost, men åt nordväst är den platt. Runt Yebongsan är det ganska tätbefolkat, med 207 invånare per kvadratkilometer. Närmaste större samhälle är Seongnam-si, 17,2 km sydväst om Yebongsan. I omgivningarna runt Yebongsan växer i huvudsak blandskog.